# رگ چستر
رگ چستر (انگلیسی: Reg Chester; ۲۱ نوامبر ۱۹۰۴ – ۲۴ آوریل ۱۹۷۷) بازیکن فوتبال اهل بریتانیا بود.
از باشگاه‌هایی که در آن بازی کرده‌است می‌توان به باشگاه فوتبال هادرزفیلد تاون، باشگاه فوتبال منچستر یونایتد، باشگاه فوتبال استون ویلا، و باشگاه فوتبال دارلینگتون اشاره کرد.